# Glicobiologia
La glicobiologia, nel senso più ampio del termine, è lo studio della struttura, della biosintesi e della biologia degli zuccheri e dei glicani, ampiamente diffusi in natura.
Gli zuccheri sono componenti essenziali di tutti gli organismi viventi, e i vari ruoli che rivestono in biologia sono oggetto di studio in diversi campi della medicina, della biochimica e delle biotecnologie.

## Storia
Il termine glicobiologia è stato coniato nel 1988 per riconoscere la crescente integrazione tra la biochimica e la chimica dei carboidrati. Questa unificazione è stato un risultato di una maggiore comprensione del ruolo dei glicani nella biologia molecolare e della cellula. Tuttavia, già nel XIX secolo Emil Fisher fece sforzi pionieristici per stabilire la struttura molecolare di alcuni zuccheri fondamentali.

## Glicoconiugati
Gli zuccheri possono essere collegati ad altri tipi di molecola biologica per formare glicoconiugati. Il processo enzimatico di glicosilazione crea zuccheri/saccaridi legati a se stessi e ad altre molecole dal legame glicosidico, producendo così glicani. Glicoproteine, proteoglicani e glicolipidi sono i glicoconiugati più abbondanti nelle cellule dei mammiferi. Si trovano prevalentemente sulla parete cellulare esterna e nei fluidi secreti. I glicoconiugati hanno dimostrato di essere importanti nelle interazioni tra cellule per la presenza sulla superficie cellulare di vari glicani recettori di legame oltre ai glicoconiugati stessi. In aggiunta alla loro funzione nel ripiegamento delle proteine e legami cellulare, i glicani, legati grazie a un legame N-glicano, a una proteina sono grado di modulare la funzione della proteina, in alcuni casi agiscono come un interruttore.

## Le difficoltà nello studio delle strutture di zucchero
Parte della variabilità vista nelle strutture saccaridi è perché le unità di monosaccaridi possono essere accoppiate tra loro in molti modi diversi, in contrasto con gli amminoacidi delle proteine o dei nucleotidi nel DNA, che sono sempre accoppiati insieme in modo standard.lo studio di strutture di glicani è complicata ulteriormente dalla mancanza di un modello diretto per la loro biosintesi, contrariamente al caso della proteine in cui la sequenza aminoacidica è determinata dal loro gene corrispondente.
Glicani sono prodotti genici secondari e quindi vengono generati dall'azione coordinata di molti enzimi nei compartimenti subcellulari di una cellula. Poiché la struttura di un glicano può dipendere l'espressione genica, l'attività e l'accessibilità dei vari enzimi biosintetici, non è possibile utilizzare la tecnologia del DNA ricombinante per produrre grandi quantità di glicani per studi strutturali e funzionali come per le proteine.

## Strumenti e tecniche per la previsione della struttura di glicani
Se usati congiuntamente, macchine accurate e programmi software avanzati, possono svelare il mistero delle strutture dei glicani. Una di queste tecniche è la spettrometria di massa, che utilizza tre unità principali: lo ionizzatore, analizzatore e rivelatore. Spettrometri di massa Fast Atom Bombardment (FAB) sono strumenti potenti per della qualificazione di carboidrati complessi.